# Vote intelligent
Cet article possède un paronyme, voir vote utile.
Le « vote intelligent » (en russe : Умное голосование) est une stratégie de vote proposée par l'équipe d'Alexeï Navalny dans le but d'empêcher l'élection des candidats du parti Russie unie aux élections régionales et fédérales. Le but du « vote intelligent » est de consolider les votes de ceux qui s'opposent à Russie unie,.

## Histoire
Le 28 novembre 2018, Alexeï Navalny annonce le lancement du projet de vote intelligent. Initialement, le système vise principalement à défaire les candidats du parti Russie unie lors des élections au poste de gouverneur de Saint-Pétersbourg et de la Douma de la ville de Moscou le 8 septembre 2019. Navalny explique la stratégie comme suit : « Les partis eux-mêmes ne peuvent s'entendre et désigner un seul candidat contre le parti Russie unie. Mais on peut s'entendre là-dessus. Nous sommes différents, mais nous avons une politique : nous sommes contre le monopole de la Russie unie. Tout le reste est mathématique. Si nous agissons tous intelligemment et votons pour le candidat le plus fort, il gagnera et Russie unie perdra » .
En septembre 2020, Leonid Volkov déclare que la tactique du vote intelligent sera appliquée aux élections de 2021 à la Douma d'État afin de priver Russie unie d'un tiers de ses mandats.

## Accueil
Selon un document de recherche des analystes politiques russes Ivan Bolchakov et Vladimir Perevalov, la stratégie de vote intelligent de Navalny a, en moyenne, amélioré les résultats des candidats de l'opposition de 5,6 % lors des élections à la Douma municipale de Moscou en septembre 2019. Si le vote intelligent a joué un rôle décisif dans la victoire de plusieurs candidats, il a privé de la victoire à peu près le même nombre de représentants de l'opposition,.